# Azumanga Daioh (serie)
Azumanga Daioh (あずまんが大王, Azumanga Daiō, te vertalen als “Grote Koning Azumanga”) is een Japanse komische mangaserie, geschreven en getekend door Kiyohiko Azuma. De manga werd gepubliceerd in yonkoma-formaat door MediaWorks in het tijdschrift Dengeki Daioh. In totaal liep de manga van 1999 tot 2002.
De manga werd in 2000 omgezet naar een Original Net Animation, en in 2002 tot een 26-delen tellende animeserie. Deze serie werd uitgezonden op TV Tokyo, Aichi Television Broadcasting, Television Osaka, en AT-X. Elke aflevering is 25 minuten, en is opgebouwd uit stukjes van 5 minuten.

## Titel
De titel van de serie heeft geen specifieke betekenis voor de inhoud van het verhaal. "Azumanga" is een porte-manteau van "Azuma" (de naam van de auteur) en "manga," terwijl "Daioh" afkomstig is van het tijdschrift waarin de manga voor het eerst verscheen: Dengeki Daioh.
De naam "Azumanga" wordt ook gebruikt als algemene term voor andere werken van Kiyohiko Azuma.

## Verhaal
Azumanga Daioh draait om het dagelijks leven op een niet bij naam genoemde middelbare school in Tokio. Centraal staan zes vrouwelijke studenten van deze school. Het verhaal volgt deze zes gedurende drie van hun jaren op de school, waarbij ze te maken krijgen met typische schoolzaken zoals examens, culturele festivals, sport, en het naschoolse leven zoals winkelen en vakanties. De serie heeft een vrij realistische toon, die regelmatig wordt afgewisseld met korte momenten van surrealisme en absurde situaties.
De manga en anime volgen dezelfde verhaallijn, met een paar kleine verschillen. Zo konden sommige grappen niet goed worden overgezet naar de anime, en werden daarom vervangen door nieuwe of geheel weggelaten.

## Personages

### De leraren
Yukari Tanizaki is de mentrix van de eerste klas en lerares Engels. Ze is voor haar leerlingen een geval apart: ziekelijk jaloers, kinderachtig en schreeuwt vaak. Ze is niet populair, hoewel haar leerlingen diep van binnen wel om haar geven.
Minamo "Nyamo" Kurosawa is de lerares van de tweede klas en de gymlerares. Ze is vriendelijk en geduldig, daarom zijn haar leerlingen ook op haar gesteld. Ze kan er niet tegen als Yukari over haar escapades praat en ze wordt gek als ze te veel drank gedronken heeft. Ze is nog vrijgezel. In een van de laatste afleveringen krijgt ze een baan aangeboden bij een zeer gerenommeerd bedrijf. Maar dat heeft ze afgewezen omdat ze erg aan haar werk en haar leerlingen gehecht is.
Kimura is de leraar van de vierde klas en is erg excentriek. Voor de leerlingen is hij een engerd en vooral Kaorin heeft het zwaar te verduren, omdat zij door hem wordt gestalkt. Hij is getrouwd met een naïeve mooie vrouw en samen hebben ze een intelligente dochter van een jaar of tien. Kimura vertoond sterke pedofiele trekken richting zijn vrouwelijke leerlingen. Zo probeert hij meermaals naar de meisjes te gluren wanneer ze aan het zwemmen zijn.

### De leerlingen
- Koyomi "Yomi" Mizuhara is de brildragende meid die erg op haar gewicht let. Ze heeft vroeger samen met Tomo op de lagere school gezeten. Van alle leerlingen is zij het minst bijzonder. In aflevering 13 weigert ze nog langer om Tomo te helpen met haar huiswerk. Yomi heeft een zwak voor pretparken en snoepgoed.
- Tomo Takino is een hyperactief kind dat ook vaak lastig en impulsief is. Ze houdt niet van huiswerk maken en schrijft daarom vaak alles van Chiyo of Yomi over. Tomo en Yomi kennen elkaar al vanaf de middelbare school. Toen Yomi opmerkte dat Tomo nooit zal lukken om te slagen voor de examen, heeft Tomo zo goed haar best gedaan dat ze op dezelfde school als Yomi kwam. Vaak maken ze ruzie met elkaar. Samen met Osaka en Kagura vormt zij in de zomerseizoen de "Oliebollengroep" om het met zijn drieën tegen Chiyo en Yomi op te nemen.
- Sakaki is het meisje dat erg mysterieus is, sportief en een zwak voor schattigheid heeft. Ze vindt zichzelf afschuwelijk eng en is daarom diep van binnen erg onzeker over zichzelf. Ze weet niet dat Kaorin heel graag haar vriendin wil zijn. Ze krijgt op het laatst een eigen huisdier, een jonge wilde kat van een Japanse eiland. Vaak wordt ze door een valse grijze kat in haar hand gebeten.
- Chiyo Mihama is de jongste van de groep. Ze is tien jaar en zit al op de middelbare school vanwege haar grote intelligentie. Ze is erg schattig en vrolijk. Soms is ze nog een klein kind. Zo is ze erg bang in het donker. Haar beste vriendin is Osaka, hoewel ze totaal niet op elkaar lijken. In een surrealistische droom van Sakaki zei Chiyo dat haar vader een grote cartooneske kater is.
- Ayumu "Osaka" Kasuga heet eigenlijk Ayumu, maar wordt door haar vrienden Osaka (naar haar afkomst) genoemd. Ze is nogal excentriek en let soms niet helemaal op. Ze heeft de dynamiek van een slak en is ook de enige die het aflegt tegen Chiyo. Ze filosofeert over onbelangrijke dingen en kan geen gekruid voedsel verdragen. Met Chiyo is ze erg dik en ze is geobsedeerd door Chiyo's paardenstaartjes. Ze vormt samen met Tomo en Kagura de Oliebollengroep.
- Kagura zat in het eerste jaar nog bij juf Kurosawa in de klas, maar werd in het volgend jaar met Kaorin omgeruild omdat juf Yukari haar nodig heeft om tijdens het schooltoernooi van juf Kurosawa te winnen. Ze is erg gedreven in sport, soms iets te fanatiek waardoor ze geen tijd heeft om vrienden te maken. Met Osaka en Tomo vormt ze de Oliebollengroep, omdat ze erg veel moeite heeft met leren. Ze beschouwt Sakaki als haar rivaal omdat zij haar verslagen heeft bij het hardlopen.
- Kaorin is een leerling die buiten de groep een rol in de serie speelt. Ze is lid van een astronomenclub en heeft een devote bewondering voor Sakaki. Ze wil maar al te graag haar beste vriendin worden, maar vaak is ze veel te verlegen. Tegen het einde van het eerste jaar was ze heel blij dat ze na de grote vakantie in dezelfde klas als Sakaki komt. Maar een maand later werd ze naar de klas van de enge meester Kimura over geplaatst. Meester Kimura valt haar daarbij ook steeds lastig.

## Ontvangst
In Japan won de Azumanga Daioh-manga een Jury Recommendation tijdens het zesde Japan Media Arts Festival in 2002.
Ook buiten Japan is de manga populair. De manga en anime kregen veel positieve reacties van critici.
Vier van de personages uit de manga stonden in Newtype Magazine 's top 100 animeheldinnen van 2002.